# دنیس هرگلیگیو
دنیس هرگلیگیو (انگلیسی: Denis Hergheligiu؛ زادهٔ ۹ دسامبر ۱۹۹۹) بازیکن فوتبال است.